# LION CUP TOP32
TOP32（トップ・サーティーツー　または　トップ・さんじゅうに）は、日本卓球協会の公式戦。
同大会は、卓球日本代表の、次回夏季オリンピックの出場者を決定するための選考ポイントを付与するとともに、世界卓球選手権大会などの国際大会への派遣選考のための大会として位置付けている。

## スポンサー
・
（特記ない場合は全大会共通）
- 主催:日本卓球協会
- 特別協賛:ライオン（株）（2022年3月・立川）、全国農業協同組合連合会（全農）（2022年9月・福岡、2022年11月・船橋）

このため正式な大会名は「○○（特別協賛者名） CUP TOP32」と称されている。
- 用具協賛:（株）三英[3]、（株）VICTAS[4]、日本卓球（株）[5]、（株）タマス[6]
- その他協賛:（株）タマス

## 2022年度大会

### 立川大会
- 大会名:「LION CUP TOP32」
- 会期:2022年3月5日・3月6日
- 会場:アリーナ立川立飛

### 福岡大会
- 大会名:「全農CUP TOP32」
- 会期:2022年9月3日・9月4日
- 会場:アクシオン福岡

### 船橋大会
- 大会名:「2022全農CUP TOP32 船橋大会」
- 会期:2022年11月12日・11月13日
- 会場:船橋アリーナ

## 2023年度大会

### 平塚大会
- 大会名:「2023 全農CUP 平塚大会」
- 会期:2023年5月6日・5月7日
- 会場:トッケイセキュリティ平塚総合体育館

### 東京大会
- 大会名:「2023 全農CUP 東京大会」
- 会期:2023年7月22日・7月23日
- 会場:東洋大学赤羽台キャンパス HELSPO HUB-3 アリーナ

### 大阪大会
- 大会名:
- 会期:2023年11月25日・11月26日
- 会場:丸善インテックアリーナ大阪

### 共通事項
・・
- 試合方式:男女シングルス。32名出場[10]のトーナメント方式とし、すべての試合を7ゲームスマッチ・先に4ゲームスを先取した者の勝ち抜けとする。
- 特典:
  - 成績に応じた2024年パリオリンピック代表選考ポイントの付与（優勝50点、2位45点、3位40点…<以下5点刻み>…8位15点、ベスト16 10点、1回戦敗退5点を加算）。
※TOP32の対象各大会、並びに選考期間中に予定されるTリーグのリーグ戦、並びにTリーグ個人戦、アジア競技大会、全日本卓球選手権の競技成績（ポイントは各大会によって異なる）を参考としてポイントを付与し、2024年全日本選手権終了後のポイント上位2名がパリ五輪シングルス代表候補として推薦される。
  - 優勝者に対しては2022年度世界卓球選手権代表日本代表権利付与（立川大会のみ）
  - 同じく2022年アジア競技大会シングルス日本代表権利付与。またベスト8に選ばれた選手は2022年4月に開催する予定のアジア大会国内代表選考会の出場権も与える（同上）。

## テレビ放送
テレビ中継については、『LION CUP TOP32』・『全農CUP TOP32』・『2023 全農CUP 平塚大会』・『2023 全農CUP 東京大会』は、地上波ではテレビ東京が放送していた。また、配信として『テレビ東京卓球チャンネル』でもYouTubeでLIVE＆アーカイブ配信が行われていた。
『2022全農CUP TOP32 船橋大会』は、地上波ではフジテレビが放送され、2部構成で放送された、16:05～17:20まで関東ローカルのみ。19:00～21:48まで全国で放送された。更にCSフジテレビONE・FODプレミアムでも全試合生中継を行われた。

## 優勝者の一覧
| 年度 | 大会名 | 男子シングルス       | 女子シングルス             | 出典          |
| ---- | ------ | -------------------- | -------------------------- | ------------- |
| 2022 | 立川   | 張本智和（IMG）      | 早田ひな（日本生命保険）   | [ 14 ]        |
| 2022 | 福岡   | 戸上隼輔（明治大学） | 伊藤美誠（スターツ）       | [ 15 ] [ 16 ] |
| 2022 | 船橋   | 張本智和（IMG）      | 平野美宇（木下グループ）   | [ 17 ]        |
| 2023 | 平塚   | 戸上隼輔（明治大学） | 早田ひな（日本生命保険）   | [ 18 ]        |
| 2023 | 東京   | 張本智和（智和企画） | 早田ひな（日本生命保険）   | [ 19 ]        |
| 2023 | 大阪   | 戸上隼輔（明治大学） | 張本美和（木下アカデミー） | [ 20 ]        |

## 関連大会
- Tリーグ個人戦（nojimaカップ）